# Marmaroxylon racemosum
Marmaroxylon racemosum är en ärtväxtart som först beskrevs av Adolpho Ducke, och fick sitt nu gällande namn av Samuel James Record. Marmaroxylon racemosum ingår i släktet Marmaroxylon och familjen ärtväxter. Inga underarter finns listade i Catalogue of Life.